# Stripe, Inc.
Stripe é uma companhia tecnológica. Seu software permite a indivíduos e negócios receber pagamentos por internet. Proporciona a infra-estrutura técnica, de prevenção de fraude e bancária necessária para operar sistemas de pagamento em linha.

## História
Os empreendedores irlandeses John e Patrick Collison fundaram Stripe em 2010. Em junho de 2010, Stripe recebe seed funding de E Combinator, um acelerador de startups. Em maio de 2011, Stripe recebe $2 milhões de investimento dos venture capitalists Peter Thiel, Sequoia Capital, e Andreessen Horowitz. Em fevereiro de 2012, Stripe recebeu 18 milhões de dólares, dirigida por Sequoia Capital, a uma valoração de 100 milhões de dólares. Stripe começou a operar em setembro de 2011 após uma beta privada extensa. Menos de um ano após seu lançamento público, Stripe recebeu um investimento Série B de 20 milhões de dólares. Em março de 2013, Stripe adquiriu o aplicativo de chat e gestão de tarefas Kick-off.
Em 2016, a valoração de Stripe ultrapassou os $9 bilhões quando arrecadou 150 milhões de dólares numa rodada de financiação. Na seguinte rodada de financiação, em setembro de 2018, Stripe recebeu uma valoração de 20 bilhão de dólares, recebendo um investimento de 245 milhões de dólares.

### Produto e desenvolvimento de serviços
Stripe proporciona APIs que os desenvolvedores de sites podem utilizar para integrar processamento de pagamento nos seus lugares site e aplicativos móveis. Em abril de 2018, a companhia lançou ferramentas antifraude que funcionam em paralelo às APIs de pagamentos para bloquear transacções fraudulentas.
A companhia expandiu seus serviços para incluir um produto de cobranças para negócios em linha. O novo serviço, opera dentro da plataforma de Stripe, permitindo a negócios gerir assinaturas e recibos.

#### Atlas
O 24 de fevereiro de 2016 a companhia lançou a plataforma Atlas que permite os startups se incorporar mais facilmente nos Estados Unidos. A plataforma originalmente requeria convite. Em março de 2016, Cuba foi adicionada à lista de países cobertos baixo o programa. Atlas foi relançado com melhoras ao ano seguinte. Em abril de 2017, Atlas tinha conseguido incorporar mais de 200 startups internacionais.
O 30 de abril de 2018 a companhia anunciou uma expansão de Atlas. A actualização de Atlas incluiu a capacidade de abrir companhias de responsabilidade limitada baseadas em Delaware.

#### Issuing
Em julho de 2018, Stripe lançou uma plataforma que permite companhias para emitir cartões de crédito de Visa e Mastercard, disponíveis em beta privada.

#### Terminal
O 17 de setembro de 2018, Stripe anunciou uma nova solução para os pontos de venda chamada Terminal, inicialmente publicada baixo convite. O serviço oferece leitores de cartões físicos desenhados para funcionar com Stripe. A terminal conta com SDKs para iOS, Javascript, e proximamente Android .